# Antonín Pucherna
Antonín Pucherna (1776 Lisko v Haliči – 12. června 1852 Praha-Malá Strana) byl český malíř, grafik, kreslíř, rytec a pedagog.

## Život
Antonín Pucherna studoval v grafické dílně Františka Karla Wolfa a v letech 1805–1808 na pražské Akademii u Antonína Herzingera a Josefa Berglera (Ottův slovník naučný udává, že byl žákem Ludwiga Kohla a v letech 1803–1810 spolupracovníkem rytce a vydavatele F. K. Wolfa; Öst. Lexikon, že byl v roce 1806 žákem Karla Postla). Absolvoval výuku ve speciální dílně grafiky, kde se naučil techniku akvatinty. Byl vychovatelem a učitelem kreslení v rodině hrabat Kouniců, učitelem hraběte Ludwiga Ernsta Buquoye a pedagogem na pražské Akademii.
Zemřel roku 1852 a byl pohřben na Malostranském hřbitově, odkud byl přenesen na Olšanské hřbitovy.

## Dílo
Pucherna spolu s F. K. Wolfem vydávali akvarelem kolorované lepty hradů. Sám vytvořil kresby dvanácti pohledů na Prahu, které pak spolu s Buquoyem vydal jako barevné lepty s akvatintou. Jejich veduty vycházejí z klasicismu a preromantického vztahu k přírodě. Puchernova kresba je přesná, dobře pracuje se světlem a dodatečně vložená figurální stafáž je v souladu s vyobrazeným tématem. Pucherna také převáděl do grafických listů předlohy jiných malířů, např. Karla Postla a vytvořil první kresby českých krojů.

### Zastoupení ve sbírkách
- Národní galerie v Praze
- Národní muzeum
- Krajské muzeum, Karlovy Vary
- Oblastní muzeum, Kutná Hora
- Památník národního písemnictví

## Galerie

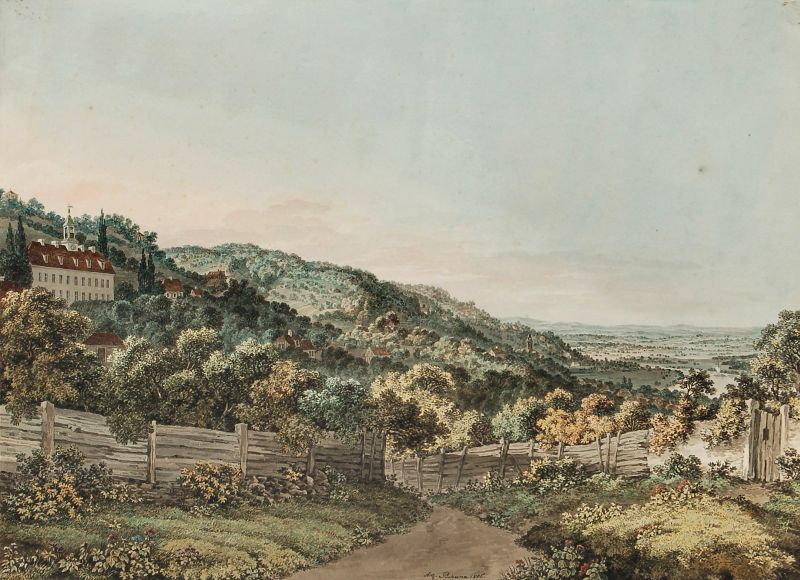
Antonín Pucherna – Pohled na Libeň (1806)
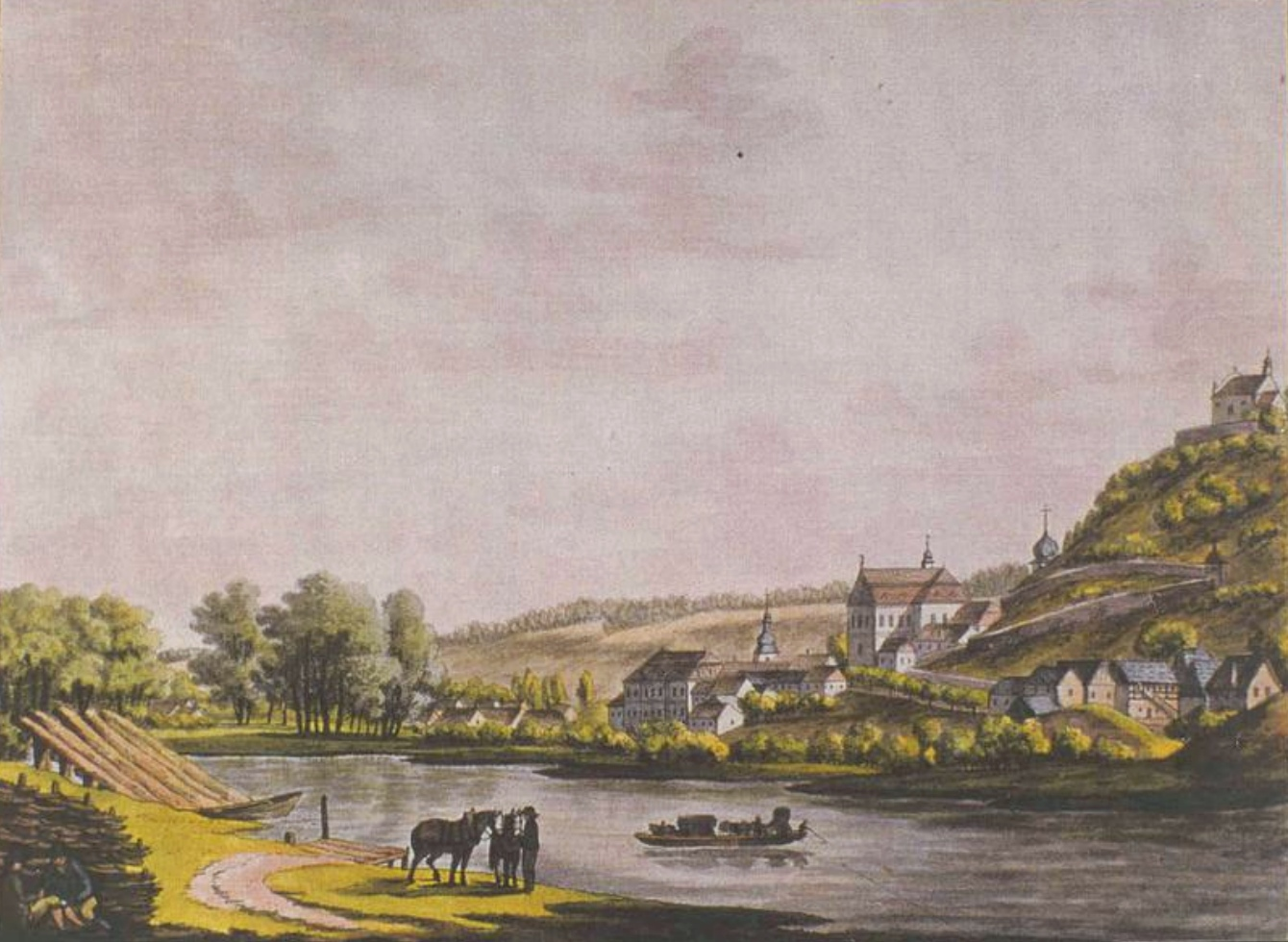
Antonín Pucherna – Veduta Liběchova (1802)
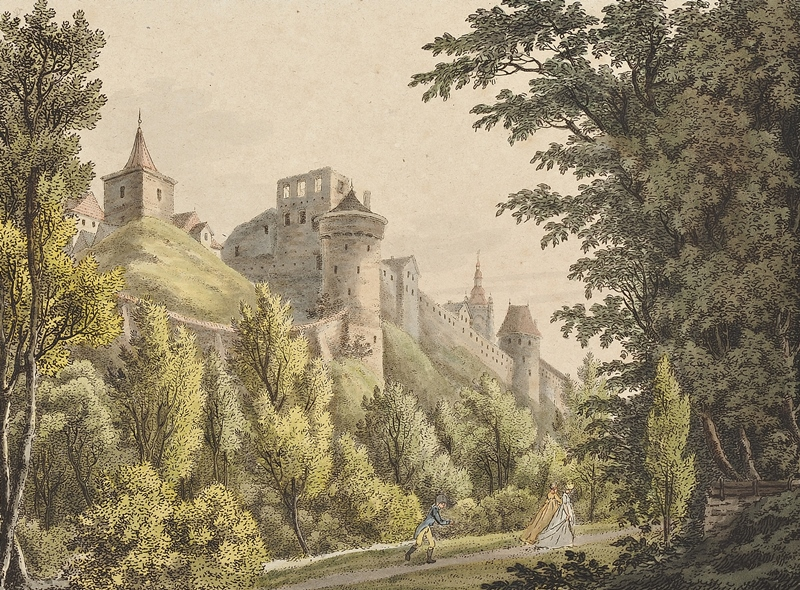
Antonín Pucherna – Pražský hrad z Jeleního příkopu
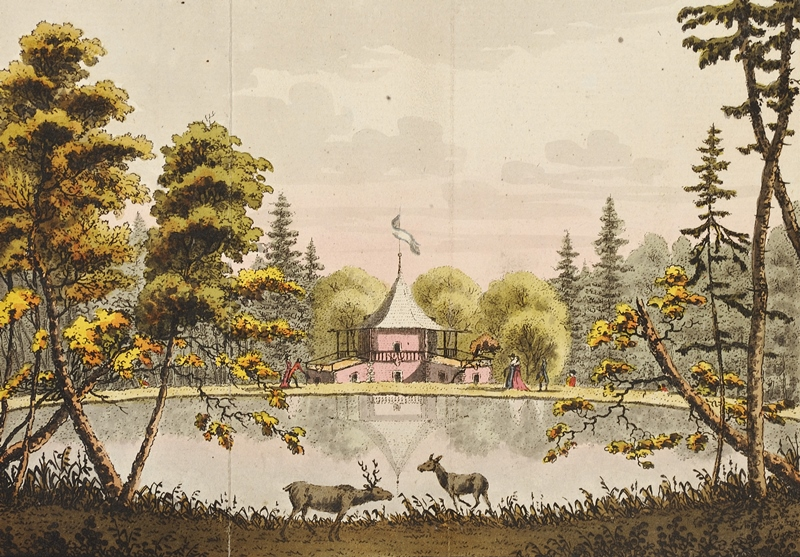
Antonín Pucherna – Obora ve Mstišově